# Mordellistena pallidoptera
Mordellistena pallidoptera là một loài bọ cánh cứng trong họ Mordellidae. Loài này được Khalaf miêu tả khoa học năm 1971.